# Галиакберов, Руслан Альбертович
Руслан Альбертович Галиакберов (род. 20 ноября 1989, Казань, Татарская АССР, СССР) — российский футболист, нападающий.

## Биография
Родился 20 ноября 1989 года в Казани. Окончил школу № 129 в Мирном. В детстве играл за команды «Электрон» и «Рубин-89». Также занимался тхэквондо ITF, где дошёл до жёлтого пояса. В более позднем возрасте выступал за команду «ДЮСШ Вахитовского района» (Казань) в чемпионате Татарстана. Там игрока заметил тренер Олег Стогов, который пригласил его на просмотр в «Рубин-2». Вскоре Руслан подписал контракт с клубом и уже 10 августа 2010 года дебютировал в ПФЛ в матче против ижевского клуба «СОЮЗ-Газпром», в котором был заменён в перерыве.
В феврале 2013 года перешёл в клуб ФНЛ «Нефтехимик», за который сыграл 8 матчей. Летом того же года подписал контракт с пензенским «Зенитом». В феврале 2014 года игрок вернулся в «Рубин-2». Позже он также был заявлен за основную команду «Рубина», однако не сыграл ни одного матча в Премьер-лиге, продолжая выступать за «Рубин-2» в ПФЛ, также сыграл за команду «Рубина» в молодёжном первенстве (12 матчей, 6 голов).
7 июля 2015 года был отдан в аренду в клуб Премьер-лиги Казахстана «Жетысу». Затем полтора года выступал в ПФЛ и ФНЛ за «Нефтехимик». Вторую половину 2017 года провёл в «Сызрани-2003», 2018 год — в «КАМАЗе», в 2019-м вновь играл за «Нефтехимик». 30 декабря 2019 года стало известно о подписании Галиакберовым контракта с «КАМАЗом».
В начале июля 2021 года стал игроком «Новосибирска», в составе которого дебютировал 14 июля в кубковом матче.
В январе 2023 года пополнил тренерский штаб «КАМАЗа». В июне 2023 года, после истечения срока трудового соглашения, покинул «КАМАЗ». В дальнейшем, играл за казанский «Сокол», в апреле 2024 года завершил карьеру игрока.

## Достижения
Командные
- Победитель зоны/группы «Урал-Поволжье»/«Урал-Приволжье»/4 Первенства ПФЛ (3): 2015/16, 2018/19, 2020/21

Личные
- Лучший игрок и лучший бомбардир (12 мячей) зоны «Урал-Поволжье» Первенства ПФЛ: 2014/15[10]
- Лучший игрок и лучший бомбардир (15 мячей) группы 4 Первенства ПФЛ: 2020/21[11]